# Miljana Bojović
Pour les articles homonymes, voir Bojović.
Miljana Bojović, née le 17 mai 1987 à Kosovska Mitrovica (ex-Yougoslavie, actuel Kosovo), est une joueuse serbe de basket-ball.

## Biographie
En 2015-2016, elle commence la saison au CCC Polkowice à 8,8 points et 6 passes par match et la termine à Adana ASKI avec 7,0 points et 3,9 rebonds de moyenne : « J'avais signé un contrat qui comprenait une option me permettant de partir en cours de saison. J'ai rencontré des personnes merveilleuses en Pologne, mais j'ai eu une offre turque et je voulais jouer dans un championnat plus fort ».
Elle est engagée par le club de Bourges à l'été 2016 pour prendre la succession de Céline Dumerc. 
Le président de Bourges Pierre Fosset a préféré son profil à celui de la jeune internationale Olivia Époupa « Nous voulions une meneuse de métier. Nous la connaissions pour l'avoir jouée plusieurs fois avec Kosice et Fenerbahçe. À l'époque, sa coache parlait d'ailleurs avec beaucoup de considération de cette joueuse qui peut scorer autant que mener, et qui présente une belle aptitude au combat ». Sur sa venue dans le Cher, elle explique : « Je n'ai pas réfléchi longtemps à l'offre de Pierre Fosset. Bourges est un grand club avec une longue tradition du très haut niveau dans toutes les compétitions ». Elle se souvient d'affrontements marquants entre Bourges et Košice : « Ça n'a jamais été des matchs simples. Bourges a toujours été l'un de nos adversaires les plus durs. » Elle se décrit comme : « une joueuse dure. J'aime jouer dans des équipes qui ont des systèmes bien organisés, mais j'aime bien aussi avoir de la liberté pour lire le jeu. Mon poste impose certaines responsabilités dans la conduite de l'équipe, et dans le sens voulu par la coache ».
Elle établit un match-référence avec Bourges lors de la victoire à Villeneuve-d'Ascq avec 21 points, 4 -rebonds et 3 passes décisives lors d'une victoire 68 à 62. Elle remporte la Coupe de France 2017 face à Charleville en inscrivant 9 points.

## Clubs
| Saisons   | Équipe                   | Pays              |
| --------- | ------------------------ | ----------------- |
| 2004-2005 | Kovin                    | Serbie            |
| 2005-2006 | Kimiko Struga            | Macédoine du Nord |
| 2006-2007 | Universitat-FC Barcelona | Espagne           |
| 2007-2008 | CB Olesa                 | Espagne           |
| 2008-2009 | Rivas Ecópolis           | Espagne           |
| 2009-2010 | Étoile rouge de Belgrade | Serbie            |
| 2009-2010 | Good Angels Košice       | Slovaquie         |
| 2010-2011 | Lotos Gdynia             | Pologne           |
| 2010-2014 | Good Angels Košice       | Slovaquie         |
| 2014-2015 | Fenerbahçe SK            | Turquie           |
| 2015-2016 | CCC Polkowice            | Pologne           |
| 2015-2016 | Adana ASKI               | Pologne           |
| 2016-     | Tango Bourges Basket     | France            |

## Palmarès

### Clubs
- Championne de Slovaquie : 2010, 2011, 2012, 2013, 2014[7]
- Coupe de Slovaquie 2013[7]
- Supercoupe de Turquie 2014[7]
- Coupe de Turquie 2015[7].
- Coupe de France 2017[6]

### Jeune
- Médaille d'or au championnat d'Europe U16 2003[7]
- Médaille d'or au championnat d'Europe U18 2005[7]
- Médaille d'argent au championnat du monde U19 2005[7]
- Médaille d'argent au championnat d'Europe U20 2007[7]